# Jolnachoj
Jolnachoj es una localidad del municipio de Larráinzar ubicado en la región de Los Altos del estado mexicano de Chiapas.

## Geografía
La localidad de Jolnachoj se sitúa en las coordenadas geográficas 16°55′07″N 92°46′34″O / 16.918611, -92.776111, a una elevación de 2,064 metros sobre el nivel del mar.

## Demografía
Según el Censo de Población y Vivienda 2020, efectuado por el Instituto Nacional de Estadística y Geografía, la localidad de Jolnachoj tiene 786 habitantes, de los cuales 391 son del sexo masculino y 395 del sexo femenino. Su tasa de fecundidad es de 3.55 hijos por mujer y tiene 141 viviendas particulares habitadas.
| Gráfica de evolución demográfica de Jolnachoj entre 1921 y 2020 |
|                                                                 |
| INEGI.                                                          |